# Polygala schirvanica
Polygala schirvanica är en jungfrulinsväxtart som beskrevs av Grossheim. Polygala schirvanica ingår i släktet jungfrulinssläktet, och familjen jungfrulinsväxter. Inga underarter finns listade i Catalogue of Life.